# Bugatti Type 57
De Bugatti Type 57 was een auto van Bugatti. De auto werd gebouwd van 1934 tot 1940 en had een 3,3-liter acht-in-lijnmotor met twee nokkenassen die was afgeleid van de motor van de Bugatti 49. De auto was ontworpen door Jean Bugatti, de zoon van Ettore Bugatti.
Er waren twee versies van het type 57: de 57 en de 57S, met verlaagd chassis. Verder was er een versie met compressor, 57C (of 57SC) genoemd. Hierop waren verschillende koetswerken leverbaar: onder meer de Ventoux, de Stelvio, de Atalante en de Atlantic (waarvan in 1936 slechts 4 exemplaren werden gebouwd). Het ontwerp van de Atlantic was geïnspireerd op de experimentele Aérolithe (1935). In 1937 en 1939 won een Bugatti 57 de 24-uurs race van Le Mans, beide jaren met Jean-Pierre Wimille achter het stuur.